# Гимназическая площадь (Чернигов)
Гимназическая площадь (укр. Гімназична площа) — историческая площадь в Деснянском районе Чернигова, на территории Детинца, в составе парка культуры и отдыха имени М. М. Коцюбинского.

## История
Гимназическая площадь известна с начала XIX века. На ней были построены дом губернатора, дом дворянских собраний, реконструирован дом архиепископа для административных нужд. В тот же период севернее дома дворянских собраний возле бывших Погорелых (Николаевских) ворот было возведено здание, где изначально располагалась почтовая станция, а затем — губернское казначейство. В 1900 году на площади был установлен памятник А. С. Пушкину. 30 апреля 2022 года памятник А. С. Пушкину был демонтирован силами 119-й бригады территориальной обороны Чернигова и передан в исторический музей, согласно сообщению Черниговского отделения украинского издания «Суспільне».

## Описание
Гимназическая площадь расположена на территории Детинца: восточнее Спасо-Преображенского и Борисоглебского соборов. Сейчас площадь в составе парка культуры и отдыха имени М. М. Коцюбинского.
Памятники архитектуры, истории и монументального искусства:
1. памятник А. С. Пушкину (1900) — демонтирован — монументального искусства местного значения
2. Мстиславская улица дом № 2 — дом архиепископа (XIX век, 1788, 1972) — архитектуры национального значения и истории местного значения
3. Музейная улица дом № 4 — дом губернатора (1805—1806, XIX—XX века) — архитектуры национального значения; дом 1-й классической мужской гимназии — истории местного значения
4. Музейная улица дом № 6 — здание женской гимназии (1899) — архитектуры местного значения; дом бывшей женской гимназии, в которой в 1904—1911 годы училась С. И. Соколовская — участница борьбы за власть советов — истории местного значения
5. Музейная улица дом № 6А — дом дворянского собрания (1859—1870) — утрачен
6. Музейная улица дом № 8 — здание почтовой станции губернского казначейства (XIX век) — архитектуры местного значения